# انتخابات سراسری لیختن‌اشتاین (۲۰۲۵)
انتخابات سراسری لیختن‌اشتاین (۲۰۲۵) در ۹ فوریه ۲۰۲۵ برای انتخاب ۲۵ عضو مجلس برگزار شد. اتحادیه میهنی (VU) ۱۰ کرسی را از آن خود کرد، در حالی که حزب شهروندان مترقی (FBP) هفت کرسی را به دست آورد که کمترین کرسی در تاریخ این حزب است. حزب دموکرات برای لیختن‌اشتاین (DpL) شش کرسی به دست آورد که بالاترین تعداد کرسی برای یک حزب سوم در تاریخ لیختن‌اشتاین به‌شمار می‌رود. لیست آزاد (FL) نیز دو کرسی به دست آورد.